# مصطفى عاطف
مصطفى عاطف (27 أغسطس 1990 -) هو مغني ومنشد مصرى.

## حياته ونشأته
ولد مصطفى عاطف خليل محسن في 27 أغسطس 1990 بمركز المحلة الكبرى بمحافظة الغربية، لأم تدعي هدى وله أربع من الإخوة مروة ومنى وأحمد وخالد، ساعده والده وأمه على حفظ القرآن في سن مبكر، توفى أبوه وعمره 18 سنة.
تخرج في كلية الدراسات والعربية الإسلامية جامعة الأزهر بالقاهرة.

## مسيرته
- بدأ مسيرته عندما لاحظته أمه وهو يقلد الشيخ محمد جبريل.[3]
- كانت بداية إنشاده في حفلات المساجد بقريته والاحتفالات السنوية لحفظه القرآن، وفي المناسبات الرسمية.
- أنتقل إلي القاهرة في عمر 15 عام لتعلم الإنشاد والقرآن والتحاق بالمعاهد الأزهرية.
- أحب أحياء التراث الدينى القديم في الإنشاد.
- بعد التحاق مصطفى لجامعة الأزهر بدأ في حفلات الانشاد الديني، وبدأ الإنتقال للحفالات في الجامعات الأخري.[4]
- بدأ تأثر الجمهور من طلبة الجامعات عندما كان ينشد قصيدة «قمرٌ»، ولاحظ حبهم له، فقرر في عام 2012 أن يسجل القصيدة علي هيئة فيديو تصويري، والتي كان لها الفضل في شهرتها، ذاعت صيتها وانتشرت علي الوسائل المرئية والمسموعة ولقيت استحسان الجمهور، ولقب بالقمر.
- سافر مصطفى إلي أماكن كثيرة داخل الوطن العربى للانشاد حتي لقي ب«السفير الأزهرى»، ومن الدول اللى سافره إليها إندونيسيا وماليزيا وسنغافورة والسودان ولبنان والشيشان وغيرهم.

## أعماله

### مشاركات
- شارك في مهرجان إنشادى عالمى في دار الأبرا العمانية في عمان .
- قدم مجموعة من الندوات والمؤتمرات مع الداعية المصري عمرو خالد ومصطفى حسني وعلي الجفري ومحمد سعيد رمضان البوطي"، وعلي جمعة مفتي الديار المصري السابق، وأحمد عمر هاشم وزير الأوقاف الأسبق.
- أقام حفل (شكراً حبيبي) و الذى كان بمثابة رسالة حب للنبى صل الله عله وسلم -مع الشيخ "محمد عوض المنقوش"،و الداعية "مصطفى حسنى"،و المنشد "يحيي حوى" عام 2012.
- مجموعة من الندوات في جامعات : القاهرة، والمنصورة،وطنطا،و الجامعة الأمريكية ...
- العزاء الجماعى لألتراس أهلاوى، كما شارك في إحياء ذكراه الأولى والثانية .
- مجموعة من الحلقات الأسبوعية لبرنامج (آخر الأسبوع) مع الإعلامى "إبراهيم الجواد"على قناة MBC مصر.
- مجموعة من الحلقات الأسبوعية لبرنامج (بوضوح) مع الإعلامى عمرو الليثي ،والشيخ رمضان عبد المعز على قناة المحور .
- مسابقة "أُمنا" للأم المثالية برعاية قناة النهار و الدكتور عمرو خالد.
- حفل جمعية "رسالة" لتكريم الأمهات المثاليات مع الإعلامى "عمرو الليثي.

### برامج
قدم العديد من البرامج التلفزيونية منها؛
- برنامج my name is islam على راديو أرابيسك .
- برنامج (شُفت النبى) على قناة قبيلة .
- برنامج (شكراً حبيبي) على قناة الجمهورية عام 2012 .
- برنامج (صُحبة) على قناة دريم في رمضان 2013 .
- برنامج (من أول السطر) على قناة مكارم عاليوتيوب عام 2017 .
- برنامج (باب الخلق) على راديو إنيرجى fm عام 2017 -2018.
- (ابتهالات مصطفى عاطف -باب الرجاء) على إذاعة ميجا fm رمضان 2014 .
- عمل تترات لبرامج زى (فأتبعونى) و مسلسل (الأزهر) و غيرهم....

### ألبومات
- تسجيل جزء عم وسور الرحمن والصافات ويس وص والكهف ومريم مع شركة صوت القاهرة وكينج توت.
- ألبوم طيب قوى عام 2014.
- ألبوم كإنى معاك عام 2018.
- ألبوم قمر.